# Selmer (bedrijf)

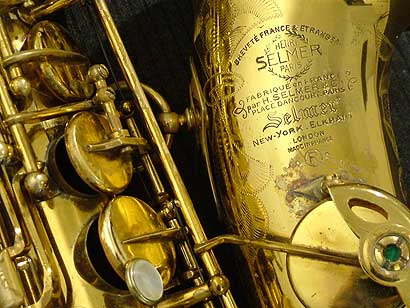
Fragment van Selmeraltsaxofoon

Selmer (voluit Henri Selmer Paris) is een Frans bedrijf dat muziekinstrumenten produceert. Het in de vroege jaren 1900 door Henri Selmer te Parijs gestarte bedrijf staat bekend om zijn saxofoons en klarinetten van hoge kwaliteit. Ook bouwde het bedrijf de fameuze Selmer-Maccaferri-gitaren, naar een ontwerp van Mario Maccaferri.
In 1995 kocht Selmer Industries (het moederbedrijf van Selmer) Steinway Musical Properties (het moederbedrijf van Steinway & Sons) en veranderde zijn naam in Steinway Musical Instruments. In 2003 werd Selmer door Steinway met C.G. Conn gefuseerd tot een nieuw Frans-Amerikaans dochterbedrijf, Conn-Selmer.
Saxofoons:
- Série 1922 en Modèle 22 (1922-1926)
- Modèle 26 (1926-1929)
- Modèle 28 (1928-1929)
- New Largebore (1929)
- Cigar Cutter (Super Sax Selmer) (1931-1934)
- Super Sax Selmer (1932-1933)
- Radio Improved (Super Sax Selmer) (1934-1935)
- Balanced Action (1936-1947)
- Super Action (1948-1953)
- Mark VI (1954-1980, de productie van alt- en tenorsaxofoons eindigde in 1974)
- Mark VII (1974-1980)
- Super Action 80 (1980-1985)
- Super Action 80 Serie II (1986-)
- Serie III (1995-)
- Reference (2001-)
- Axos (2015-)
- Supreme (2021-)

## External link
- Officiële website